# Louise Island
Louise Island is een 275 km² groot eiland behorend tot Haida Gwaii, in British Columbia, Canada, voor de oostkust van Moresby Island. Het werd genoemd naar prinses Louise, hertogin van Argyll, de vierde dochter van koningin Victoria. Louise Island ligt ten oosten van Moresby Island en Carmichael Passage, en ten zuiden van Cumshewa Inlet. Ten zuiden van het eiland ligt het Talunkwan Island aan de overzijde van de Selwyn Inlet, ten zuidoosten de Laskeek Bay en ten oosten de Hecate Strait.
Het eiland is de thuisbasis van het oude Haida dorp Skedans. Beatty Anchorage, een houthakkerskamp, bevindt zich ook op het eiland.
Twee officieel genoemde bergen op het eiland zijn Mount Kermode en Mount Carl.